# Gabriel-Albert Aurier
Pour les articles homonymes, voir Aurier.

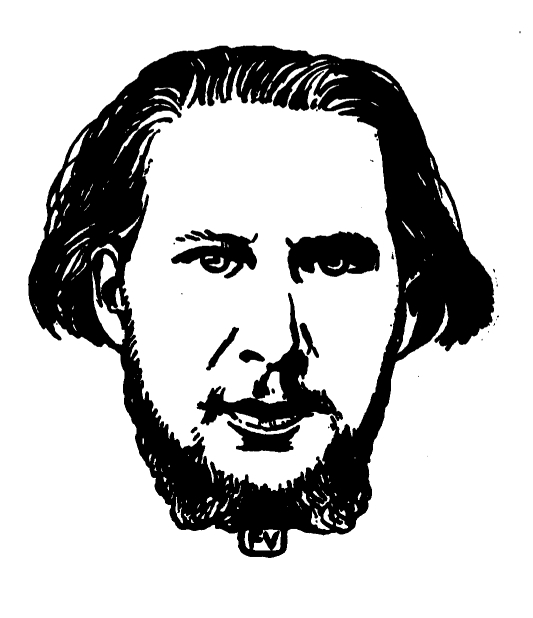
Portrait d'Albert Aurier
par Félix Vallotton
paru dans Le Livre des masques
de Remy de Gourmont (vol. II, 1898).

Gabriel-Albert Aurier, né à Châteauroux (Indre) le 5 mai 1865 et mort à Paris le 5 octobre 1892, est un écrivain, poète, et critique et théoricien de l'art français de la fin du XIXe siècle.

## Biographie
Fils d'un notaire de Châteauroux, Gabriel Aurier vint à Paris en 1883 afin d'entreprendre des études de droit, pour finalement se passionner pour l’art et la littérature. Son prénom est Gabriel comme cela est mis sur son acte de naissance ainsi que sur sa tombe au cimetière de Châteauroux. (Des ouvrages le prénomment « George » mais c'est une erreur.)
Il publia de son vivant un recueil de poésies L’Œuvre maudite et un roman Vieux. Sa mère a rassemblé ses écrits dans Œuvres posthumes (1893), préfacé par Remy de Gourmont. L'ouvrage contient un choix de poèmes, un mélange de proses, quelques actes de théâtre, des dessins, des ébauches, un roman (Ailleurs), ainsi que les principaux articles de critique d'art qui firent la réputation du jeune Berrichon.
Entre avril et septembre 1889, il publie dans La Pléiade, et est rédacteur en chef de la revue Le Moderniste Illustré (en) avec pour collaborateur son ami Julien Leclercq : vingt-trois numéros parus, comprenant entre autres des dessins de Paul Gauguin et surtout la première critique favorable à Vincent Van Gogh. 
Critique d'art et théoricien de l’art, il fut, sous la houlette d'Alfred Vallette et Louis-Pilate de Brinn’Gaubast, et toujours avec son ami Julien Leclercq, l’un des cofondateurs du Mercure de France, dans lequel il publia de nombreux articles sur des peintres alors peu connus : Paul Gauguin, Van Gogh, Puvis de Chavannes, Gustave Moreau, Monet, Renoir, Berthe Morisot. Figure incontournable du premier symbolisme, Aurier révéla au public les impressionnistes. Il fut selon Hector Talvart « l'un des écrivains les plus marquants de l'école décadente, et l'un des promoteurs du symbolisme en peinture et en littérature. »
Après la parution de son article dans le Mercure sur Van Gogh en janvier 1890, l'artiste lui répondit dans une longue lettre. Cet échange entre les deux hommes fit l'objet d'une étude universitaire détaillée en 1986.
Dans son IIe Livre des masques, (1898), Remy de Gourmont insiste sur l'importance de travail de critique d'art d'Aurier : « Nous n'avons eu depuis l'ère nouvelle que deux critiques d'art, Aurier et Fénéon : l'un est mort, l'autre se tait. Quel dommage ! »
Il donna une définition du symbolisme dans un article du Mercure de France de 1891 : " L'œuvre d’art telle qu'il m'a plu la logiquement évoquer sera : premièrement Idéiste, puisque son idéal unique sera l’expression de l’Idée; deuxièmement Symboliste, puisqu’elle exprimera cette Idée par des formes; troisièmement Synthétique, puisqu’elle écrira ces formes, ces signes, selon un mode de compréhension générale; quatrièmement Subjective puisque l’objet n’y sera jamais considéré en tant qu’objet, mais en tant que signe d'idée perçu par le sujet; cinquièmement (C'est une conséquence) décorative [...] " .
Après un voyage à Marseille, Gabriel Aurier mourut de la fièvre typhoïde à son retour à Paris à l’âge de 27 ans. Ses amis accompagnèrent le cercueil jusqu'à la Gare d'Orléans (devenue aujourd'hui le musée d'Orsay) d'où il fut ramené en train jusqu'à Châteauroux pour être inhumé dans le caveau familial au cimetière Saint-Denis.

## Postérité
En 1961, le Collège de Pataphysique consacra le numéro 15 de ses Dossiers à Gabriel-Albert Aurier qui « à diverses reprises a senti l'interférence du Symbolisme et de ce qu'on ne nommait pas encore la Pataphysique ». Il comporte de nombreux textes de l'auteur et des études réalisées par des membres du Collège.

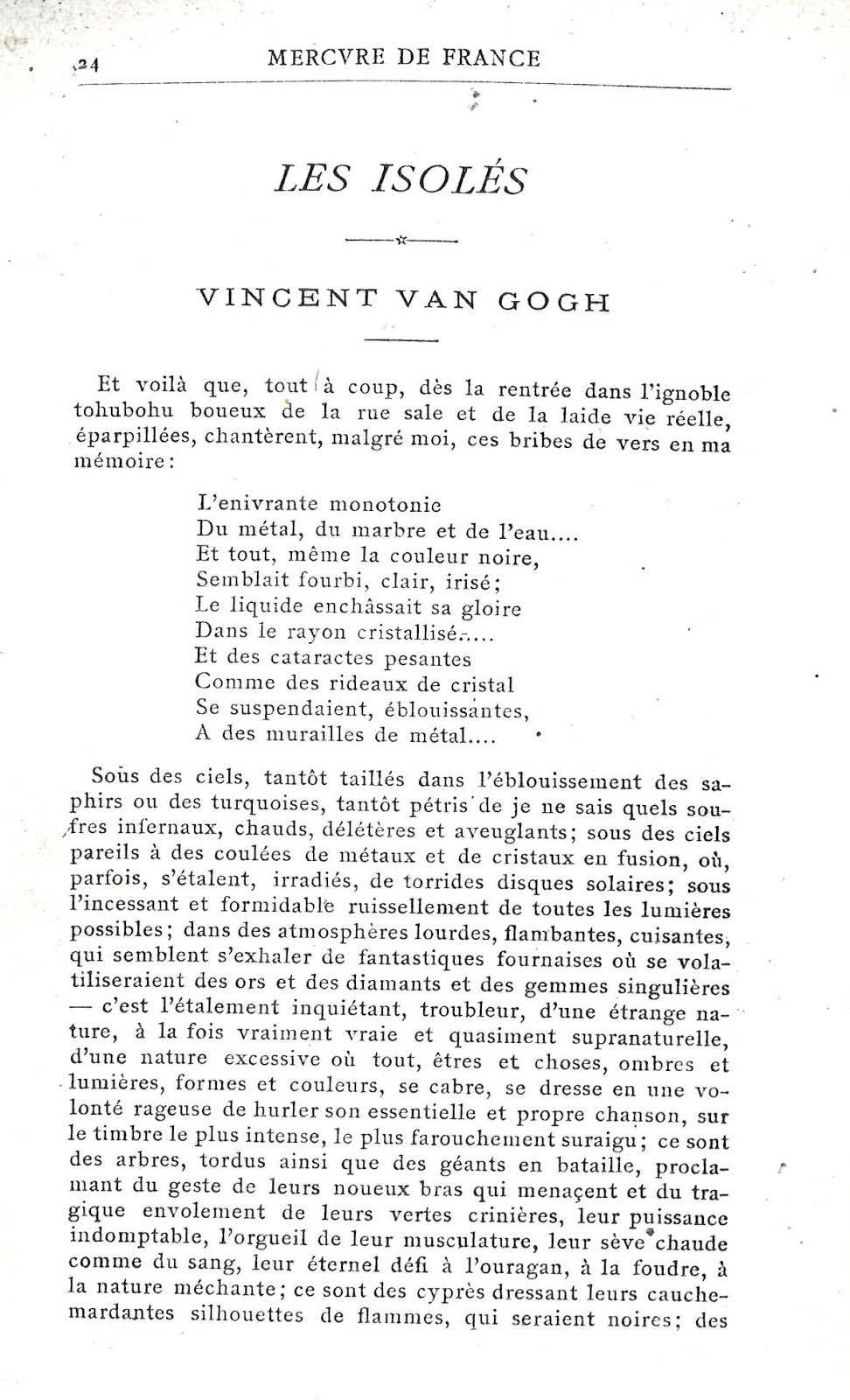
Gabriel Albert Aubrier: Les isolés, article sur Vincent van Gogh, Mercure de France, Janvier 1890.
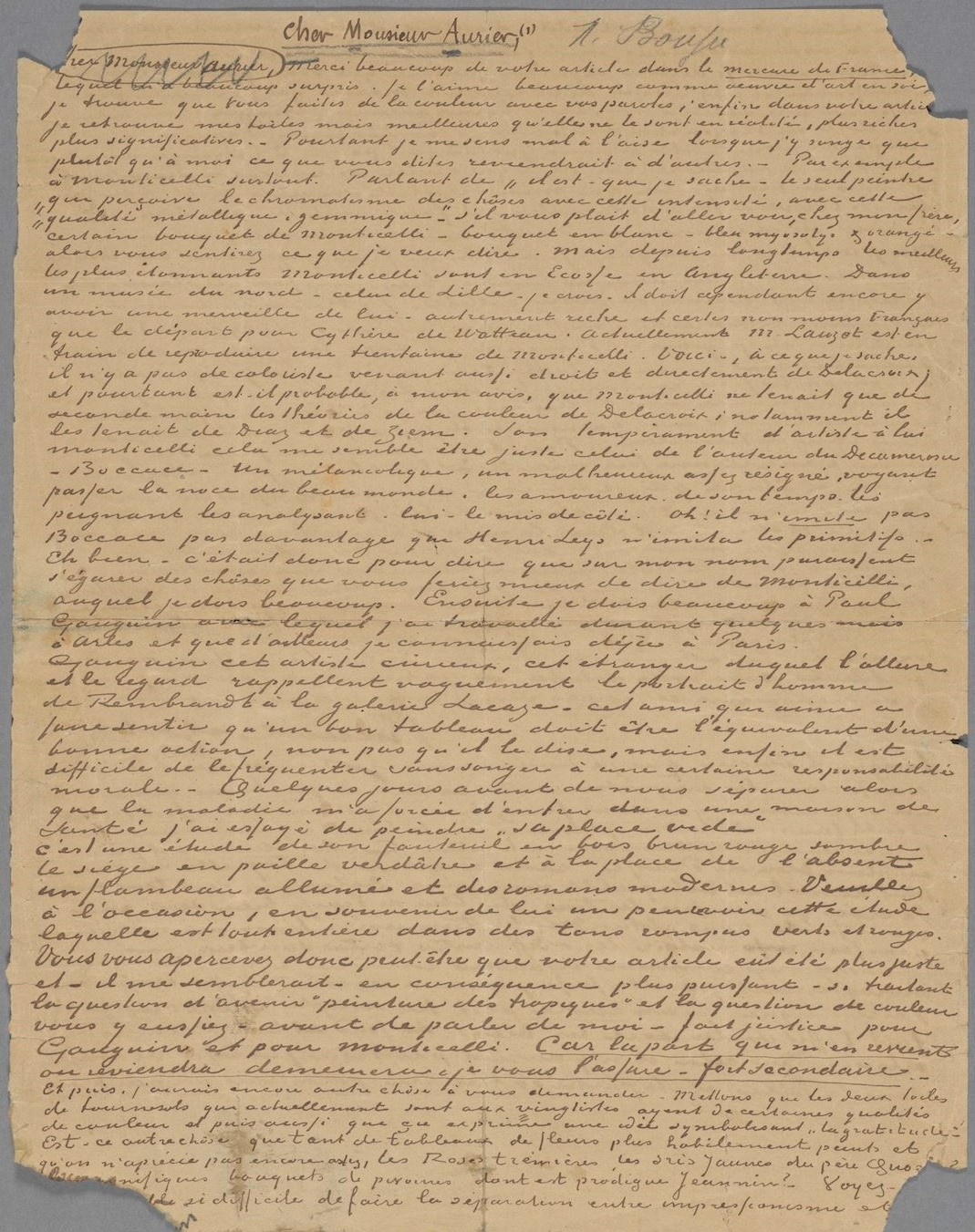
Vincent van Gogh: Lettre de remerciement à Albert Aurier, 8 ou 9 février 1890.

## Sélection d'articles de critique d'art
- Les Isolés : Vincent van Gogh, Mercure de France, janvier 1890, p. 24-29 Texte en ligne
- Le Symbolisme en peinture : Paul Gauguin, Mercure de France, mars 1891, p. 155-165 Texte en ligne
- Les Symbolistes, Revue encyclopédique 2, 1er avril 1892, p. 474-486.
- Oeuvres posthumes, Paris, Mercure de France, 1893.
- Le Symbolisme en peinture : Van Gogh, Gauguin et quelques autres, L'Échoppe, Caen, 1991.